# 聖喬治馬焦雷聖殿
聖喬治馬焦雷聖殿（義大利語：Basilica di San Giorgio Maggiore）是義大利威尼斯一座宗座聖殿，位於大聖喬治島上，由義大利文藝復興時期的知名建築師安德烈·帕拉迪歐（Andrea Palladio）所設計。因為面對著聖馬可地區，所以從聖馬可廣場可以清楚的眺望聖喬治馬焦雷聖殿的全景。

## 歷史
島上第一座供奉聖治的聖堂可以遂溯至8至9世紀。在982年時，全島捐獻給一位本笃会的修士，而他則建立了位於聖殿附近的聖喬治修道院。
聖喬治馬焦雷聖殿於1566年開始建造，不過在安德烈亚·帕拉迪奥於1580年去世時尚未完工。聖堂的立面由文森諾·斯卡莫齊（Vincenzo Scamozzi）根據帕拉迪歐遺留的設計圖繼續建造，聖堂最終於1610年完工。聖喬治馬焦雷聖殿有時被視為是一座巴西利卡（帕拉第奧式建築的最佳典範），也被認為是帕拉迪歐最優秀的作品。旁邊的鐘樓（高75公尺）於1467年開始建造，不過在1774年倒塌，後來在1791年重建。聖本篤修會的修士現在仍在聖喬治馬焦雷聖殿中工作。

## 外部設計
聖治馬焦雷聖殿的立面為白色，顯得非常的明亮。這個立面也顯示著帕拉迪歐在走廊的上方設計了三角牆，並以額枋的形式顯露在立面的外部。這種建築結構類似於幾乎是同時代完成的建築——葡萄園聖方濟各教堂（San Francesco della Vigna）。在聖殿正門旁邊是聖喬治與聖斯德望（也供奉在聖殿中）的雕像。

## 內部設計
聖殿的內部由樸實的巨大璧柱與白色的牆壁所構成，傳達出文藝復興時期的經典風格，因此顯得非常明亮。與立面一樣，內部的設計最初是混合在十字型的設計當中，顯示反宗教改革對於聖殿建築的影響。事實上，圓頂將聖殿畫分成2個相等的部份，而縱軸則比橫軸要長。走廊與合唱區位於司祭席的後方。在聖殿中也展示著許多著名的畫作，其中最重要的是利契（Sebastiano Ricci）的《Madonna in throne with Saints》、丁托列托所繪的《Last Supper and Fall of manna》，帕耳馬·喬凡尼（Palma il Giovane）、雅各布·巴萨诺與多明尼克·丁托列托（Domenico Tintoretto）的作品也收藏在聖喬治馬焦雷聖殿中。

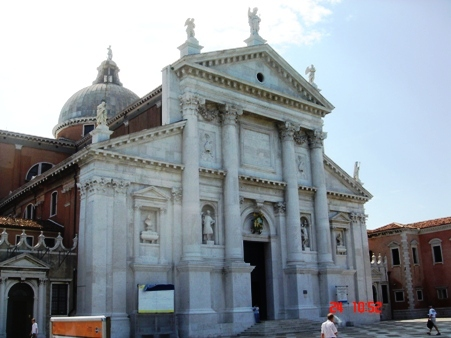
聖治馬焦雷聖殿的立面
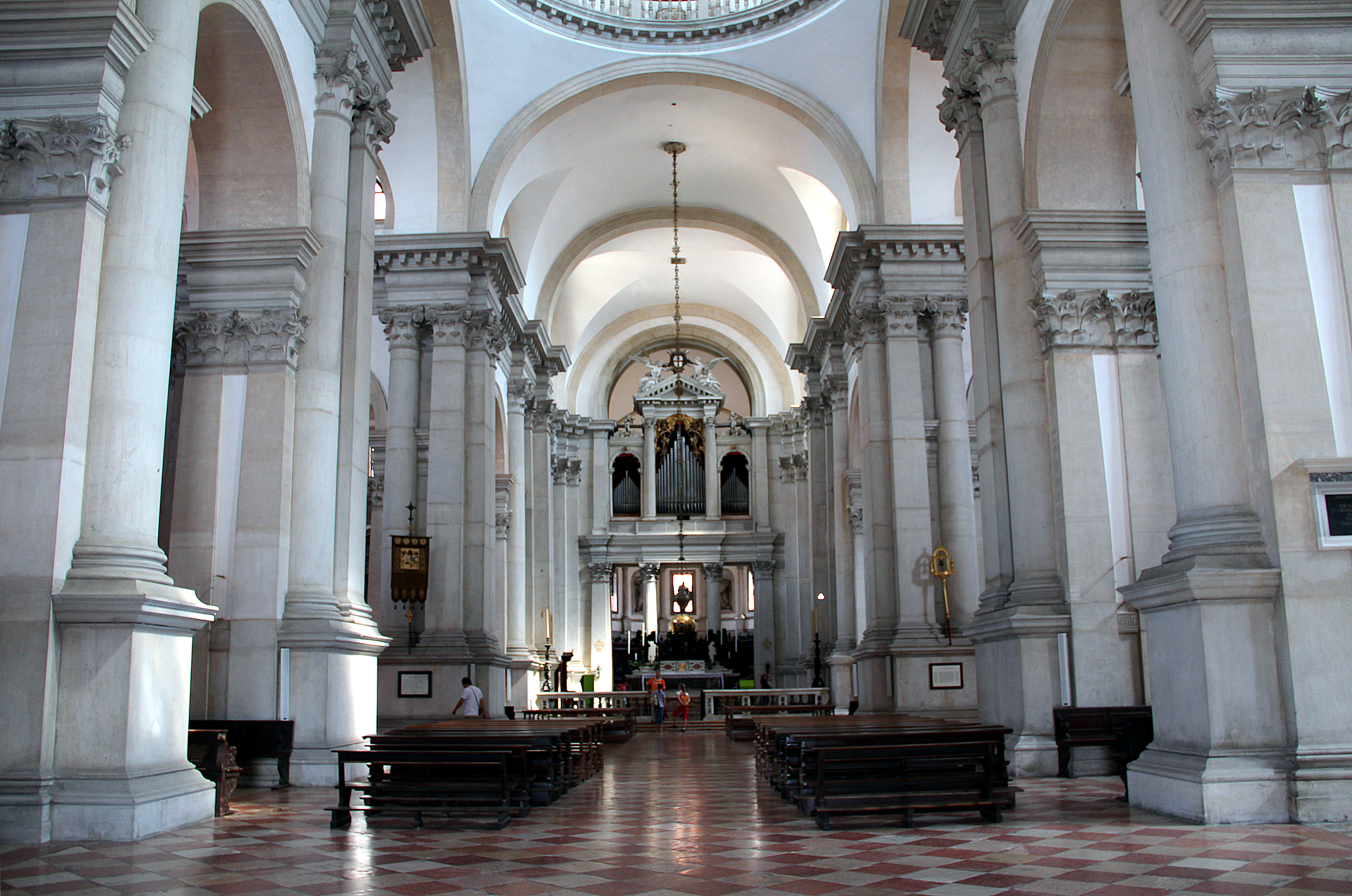
威尼斯聖馬焦雷大教堂的中殿，祭壇和管风琴
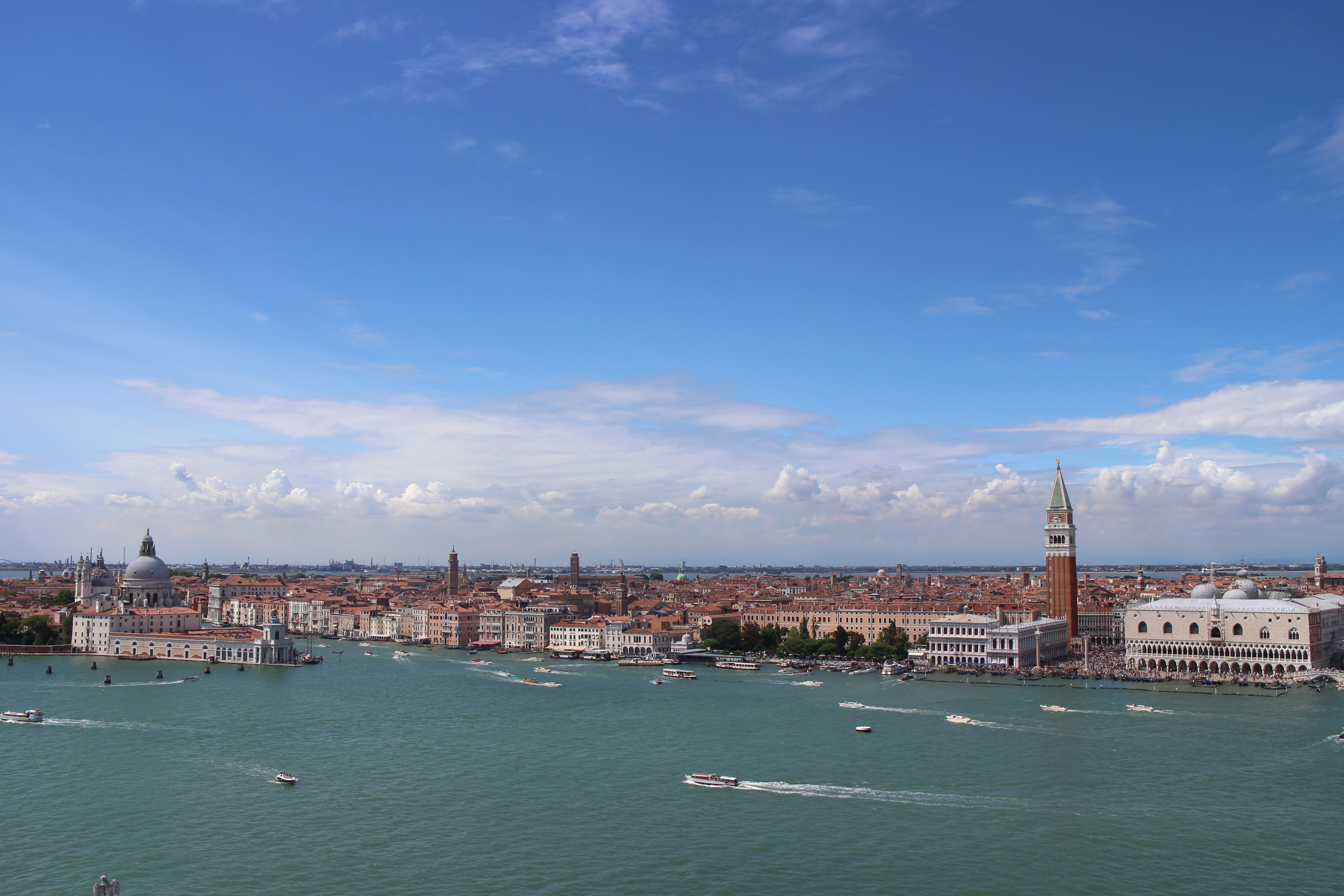
自聖喬治馬焦雷聖殿鐘樓看到的風景

## 另見
- 帕拉第奧式建築

## 外部連結
- La chiesa di S. Giorgio Maggiore （页面存档备份，存于）
- Storia dell'isola di S. Giorgio Maggiore
- Restauro della Basilica di San Giorgio Maggiore[]

45°25′45″N 12°20′36″E / 45.4293°N 12.3433°E
Template:威尼斯地標